# BBC Television Centre
El BBC Television Centre en White City al oeste de Londres era el edificio de operaciones de la BBC Television entre 1960 y 2013. Oficialmente fue abierto el 29 de junio de 1960, es uno de los edificios más reconocidos de este tipo, ya que ha sido utilizado como escenario para muchos de los programas de la BBC. Partes del edificio han sido clasificadas como monumento clasificado, Grado II, incluyendo el anillo central del Estudio 1. A lo largo de su historia la BBC ha realizado la mayoría de las noticias transmitidas en vivo por radio y televisión usando los estudios dentro del edificio, e incluso programas internacionales como el Festival de la Canción de Eurovisión de 1963.
El 21 de septiembre de 2010 fue anunciado que la BBC cesaría de utilizar el edificio como centro de operaciones en 2013. El 13 de junio de 2011 la BBC anunció que el centro saldría a la venta e invitaba a comprar la propiedad a «las personas interesadas en obtener una propiedad convencional, de dominio absoluto y de empresa conjunta», sugiriendo que el edificio seguiría conectado a la BBC. El 16 de julio de 2012 fue anunciado que el complejo había sido vendido a los desarrolladores de propiedad Stanhope plc, la transferencia se hizo por alrededor de £200 millones.
El 18 de marzo de 2013 los departamentos de noticias de radio y televisión BBC News fueron trasladados a la Broadcasting House en el centro de Londres, la casa de BBC Radio, como parte de la reorganización. A pesar de esto el edificio se mantuvo activo ya que muchos programas seguían utilizando los estudios para hacer sus filmaciones. Oficialmente el 31 de marzo de 2013 todos los estudios cerraron operaciones.
| Predecesor: Grand Auditorium de RTL, Villa Louvigny Luxemburgo, 1962 | Sede del Festival de la Canción de Eurovisión Londres, 1963 | Sucesor: Tivolis Koncertsal Copenhague, 1964 |